# Градът на изгубените деца
„Градът на изгубените деца“ (на френски: La Cité des enfants perdus) е френско-испанско-германски научнофантастичен филм от 1995 година на режисьорите Марк Каро и Жан-Пиер Жоне по сценарий на Жоне и Жил Адриан.
Действието се развива в антиутопично фантастично общество, където учен-социопат, който не може да сънува, се опитва с помощта на машина да извлече и използва сънищата на деца, които отвлича. Главните роли се изпълняват от Рон Пърлман, Жудит Вите, Даниел Емилфорк, Доминик Пинон.
„Градът на изгубените деца“ е номиниран за награда „Златна палма“ и получава награда „Сезар“ за сценография, като е номиниран и в 3 други категории.